# Histres

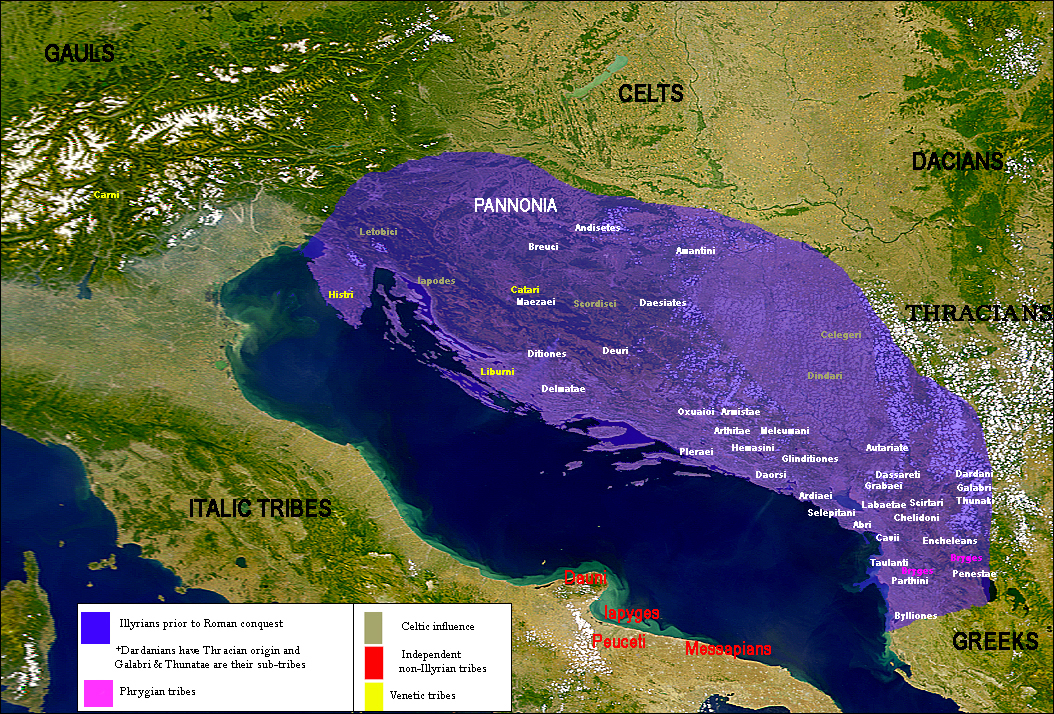
Carte des tribus illyriennes

Les Histres (du latin Histri) sont une tribu illyrienne implantée dans l'Antiquité au nord de la Croatie actuelle. Ils furent vaincus pour la première fois en 221 av. J-C. par les Romains, conduits par Marcus Minucius Rufus, et à nouveau en 129 av. J.-C. par Caius Sempronius Tuditanus.
La dénomination Istriens souvent donnée aux Histres dans de nombreux textes français, ne doit pas prêter à confusion d'une part avec les Istriens d'origine roumaine, d'autre part avec les Istriotes d'origine italienne. 